# 大黒氏
大黒氏（だいこくし）は、日本の地下家。大国氏とも。

## 概要
大黒氏（大黒党）は本来関東地方を中心に声聞師（唱門師）として活動していた集団であった。しかし、大黒氏（大黒有清）が土御門家の許可を得ず独自に陰陽師の免状を発行しており、それが寺社奉行や京都所司代、土御門家に発覚した。大黒氏側は室町時代から左義長として活動していたために陰陽師の任命権があると主張し、土御門家は自家こそが陰陽師の宗家として江戸幕府や朝廷から認められているため受け入れられないと反論した。その後は土御門家の主張が認められ大黒氏の主張は却下された一方、大黒氏は本姓を安倍氏とすることを寺社奉行から許され（土御門家と同族であると認められ）、土御門家の下で陰陽師として活動するようになり、後に円弼（安倍国時）（安倍晴明の孫・安倍吉平の子）の末裔を称するようになった。そして、京都の幸神町（幸神社）を拠点として活動した。